# Quintus Minucius Rufus
Quintus Minucius Rufus war ein Mitglied des römischen Plebejergeschlechts der Minucier und 197 v. Chr. Konsul.

## Abstammung und frühe Laufbahn
Nach dem Zeugnis der Fasti Capitolini führten sowohl der Vater als auch der Großvater des Quintus Minucius Rufus das Pränomen Gaius.
Quintus Minucius Rufus könnte mit jenem vom römischen Geschichtsschreiber Titus Livius nur als Quintus Minucius bezeichneten Römer identisch sein, der im Zweiten Punischen Krieg gegen Hannibal 212–211 v. Chr. als Legat des Appius Claudius Pulcher während der Kämpfe um Capua diente und 210 v. Chr. an den Senatsberatungen über das weitere Los der mittlerweile eroberten Stadt teilnahm.
201 v. Chr. hatte Minucius das Amt eines plebejischen Ädils inne und veranstaltete in dieser Funktion prächtige Spiele. Die nächste Station seines cursus honorum war die Prätur, die er 200 v. Chr. ausübte. Dabei verwaltete er das in Süditalien gelegene Bruttium. Er führte Nachforschungen in einem Fall von Räubereien durch, die in einem Heiligtum der Proserpina in Lokroi verübt wurden. Ebenso ermittelte er wegen einer aufgedeckten Verschwörung. Da diese Untersuchungen in seiner Amtszeit als Prätor noch nicht zu Ende gediehen waren, erhielt er die Erlaubnis, sie im nächsten Jahr 199 v. Chr. als Proprätor abzuschließen. Damals sollen auch negative Omina in Bruttium aufgetreten sein und Minucius diesbezüglich über zwei Fälle von Missgeburten, u. a. ein Füllen mit fünf Beinen, berichtet haben.

## Konsulat
197 v. Chr. stieg Quintus Minucius Rufus zum Konsul auf, wobei er Gaius Cornelius Cethegus zum Amtskollegen hatte. Die Aufgabe beider Konsuln bestand darin, verschiedene Stämme in Norditalien zu bekämpfen. Dabei koordinierten sie ihre Feldzüge miteinander. Von Genua aus drang Minucius in Ligurien ein, besiegte die Einwohner dieses Landstrichs mit Ausnahme der Ilvaten, überschritt anschließend den Apennin und verwüstete das Territorium der Boier. Das militärische Aufgebot dieses Volkes hatte vorher den Po überschritten, um die Insubrer und Cenomanen in deren Kampf gegen den anderen Konsul Cethegus zu unterstützen. Wegen Minucius’ Einfall in das Gebiet der Boier kehrten deren gegen Cethegus entsandten Hilfskontingente aber in ihre Heimat zurück, um diese gegen Minucius zu verteidigen. Unterdessen errang Cethegus einen bedeutenden, sehr blutigen Sieg über die Insubrer und Cenomanen, woraufhin Minucius im Land der Boier keine größere Schlacht zu bestehen hatte. Ebenso waren nun die Ilvaten friedenswillig.
Nach Abschluss ihrer Feldzüge kamen beide Konsuln gleichzeitig in Rom an und beriefen den Senat in den Tempel der Bellona ein. Gemeinsam verlangten sie einen Triumph für ihre militärischen Leistungen, doch zwei Volkstribunen widersetzten sich dieser Forderung und bestanden darauf, dass die Konsuln ihr Ersuchen um einen Triumph getrennt vorbringen müssten. Es folgte eine zweitägige Auseinandersetzung, in der sich die Volkstribunen durchsetzten. Cethegus erhielt den Triumph einstimmig genehmigt, während Minucius diese hohe Auszeichnung verwehrt wurde, da er nur geringe Erfolge erzielt und hohe Verluste erlitten habe. Minucius feierte auf eigene Kosten seinen eigenen, auch in den Fasti verzeichneten Triumph über Ligurer und Boier auf dem Albanerberg. Umstritten ist, ob diese Siegesfeier einer Ovatio entspricht oder eine höhere Ehre darstellt.

## Späteres Leben
Nachdem die Römer den Seleukidenherrscher Antiochos III. besiegt hatten, war Quintus Minucius Rufus 189 v. Chr. der rangälteste Führer jener zehn Senatoren, die nach Kleinasien entsandt wurden, um die dortigen Verhältnisse neu zu ordnen. Sein Gentilgenosse Quintus Minucius Thermus gehörte ebenfalls dieser Zehnerkommission an. In jenem erhaltenen Senatsbeschluss, der sich mit dem von Livius ausführlich behandelten Bacchanalienskandal des Jahres 186 v. Chr. befasst, wird Minucius als Urkundenzeuge an dritter Stelle verzeichnet.
183 v. Chr. war Minucius wahrscheinlich Mitglied einer vom Konsul von 196 v. Chr., Lucius Furius Purpureo, angeführten Dreiergesandtschaft, die zu den in Norditalien eingefallenen transalpinen Kelten reiste. Sehr unsicher ist seine Identifikation mit jenem Quintus Minucius, der 174 v. Chr. mit einer Flotte von zehn Schiffen nach Kreta segelte, um dort innere Zwistigkeiten beilegen zu helfen. Minucius’ Todesjahr ist unbekannt.